# Helsingør Bordtennisklub
Helsingør Bordtennis Klub er en bordtennisklub i Helsingør. Klubben blev etableret i 1956 og har siden gjort sig bemærket med såvel danske mestre, landsholdsspillere, hold i elite-, 1. og 2. division samt et utal af sjællandske mesterskaber for såvel hold som individuelt.
Klubben er den eneste bordtennisklub i Helsingør Kommune under Dansk Bordtennis Union.